# Бойко Борис Борисович
Борис Борисович Бойко (біл. Барыс Барысавіч Бо́йка, 1923–1999) — радянський та білоруський фізик, академік Національної академії наук Білорусі (1974; член-кореспондент із 1969), доктор фізико-математичних наук (1965), професор (1976). Заслужений діяч науки БРСР (1978).

## Біографія
Народився 6 серпня 1923 року у селі Ходорівка (нині — в Горецькому районі Могильовської області) в сім'ї агронома. У 1941 році закінчив середню спеціальну школу ВПС у Мінську, а в 1944 році — Батайську школу винищувальної авіації, до 1946 року служив у ВПС СРСР, брав участь у німецько-радянська війні. Потім поступив на фізико-математичний факультет БДУ, який закінчив в 1951 році і був направлений на роботу в Фізико-технічний інститут АН БРСР. У 1958 році Бойко перейшов в Інститут фізики АН БРСР. У 1963 році він представив на захист кандидатську дисертацію за темою «Поляризаційно-оптичні дослідження процесів в'язкої течії», результати якої виявилися настільки значимі, що йому відразу була присуджена докторський ступінь. У 1968 році Бойко організував в Інституті лабораторію оптичної електроніки, а в 1975 році зайняв пост директора Інституту фізики твердого тіла і напівпровідників АН Білорусі, який займав до 1993 року. Згодом він був почесним директором цієї установи.
Бойко підготував 14 кандидатів і 1 доктора наук, був автором 15 винаходів і понад 200 наукових праць.

## Наукова діяльність
Наукові праці Бойка присвячені фізичній оптиці, квантовій електроніці, механіці суцільних середовищ. У перших його роботах розглядаються процеси обробки металів при високих тисках, їх деформація. Ним були розроблені основи (як експериментальні, так і теоретичні) нового поляризаційно-оптичного методу дослідження процесів в'язкої течії твердих тіл, заснованого на явищі вимушеної оптичної анізотропії при механічній деформації.
Із 1963 року Бойко переключився на розробку лазерної тематики. Ряд робіт присвячені вивченню ефектів відбиття і заломлення світла на межі поділу двох середовищ, одне з яких є поглинаючим, підсилюючим або нелінійним. Зокрема, було передбачено явище посилення світла при відбитті від підсилюючого середовища, яке пізніше було використано для створення лазерів на відбиття. Іншим важливим ефектом, який був виявлений, є оптичний гістерезис при відбитті потужного випромінювання від позитивно нелінійного середовища, який може бути використаний для управління лазерними пучками світла. Робота по даному напрямку була удостоєна Державної премії БРСР за 1990 рік.
Під керівництвом Бойка було створено ряд нових лазерів і оптичних пристроїв: лазер на рубіні, лазери на барвниках із посиленням при відбитті, лазер на гранаті й неодимових стеклах із двовимірним і тривимірним ходом променів в активному середовищі; нові типи оптичних резонаторів і модуляторів добротності, дзеркала, поляризатор та інші пристрої. В основу цих розробок ліг глибокий аналіз процесів, що впливають на ефективність роботи лазера і характеристики лазерного випромінювання.
В окрему групу можна виділити роботи Бойка, пов'язані з вивченням властивостей речовини в сильних магнітних полях. У 1970 році вперше був створений керований магнітним полем частотний моноімпульсний рубіновий лазер, який був удостоєний золотої медалі ВДНГ СРСР. Згодом в експериментах з використанням магнітного поля до мільйона ерстед було виявлено вплив магнітного поля на квантовий вихід люмінесценції конденсованих середовищ (кристалів рубіна, рідкісноземельних антистоксових люмінофор).

### Вибрані праці
- Губкин С. И., Добровольский С. И., Бойко Б. Б. Фотопластичность. — Минск: Изд-во АН БССР, 1957.
- Бойко Б. Б., Петров Н. С. Отражение света от усиливающих и нелинейных сред. — Минск: Наука и техника, 1988.

## Нагороди
- орден Трудового Червоного Прапора (1981)
- орден Вітчизняної війни І ступеня (1985)
- Державна премія БРСР (1990)